# يو إف سي ليلة القتال 262
يو إف سي ليلة القتال 262 (بالإنجليزية: UFC Fight Night 262) هو حدث قادم لفنون القتال المختلطة ستُنظمته يو إف سي، وسيُقام في 18 أكتوبر 2025، على روجرز أرينا في فانكوفر، كولومبيا البريطانية، كندا.